# Adalbert II. Ivrejský
Adalbert II. Ivrejský (italsky Adalberto II d'Ivrea, 931/2/6–971/2/5, Autun) byl italský král v letech 950–961. 

## Život
Narodil se jako nejstarší syn krále Berengara II.
Po dobytí severní Itálie Otou I. pokračoval bez úspěchu v boji proti saské dynastii.
V roce 956 se oženil s Gerbergou z Mâconu, která zemřela roku 986/991. Jejich děti byly:
- Ota Vilém
- Gisela (983–1020)
- Harduin (?–1015)
- Wibert (?–1030)
- Amadeus